# Gordion
Gordion (gr. Γόρδιον, łac. Gordium) – starożytne miasto i stolica Frygii w Azji Mniejszej, założone przez legendarnego króla Gordiosa nad rzeką Sangarios; obecnie stanowisko archeologiczne, od 2023 roku wpisane na listę światowego dziedzictwa UNESCO.
Pozostałości znajdują się koło wsi Yassıhöyük (prowincja Ankara). Wokół miejscowości rozproszone są liczne kurhany (tumulusy), będące grobowcami władców frygijskich. Spośród ok. 100 rozpoznanych, archeologicznie przebadano zaledwie czwartą ich część, poza również eksplorowanym akropolem miasta, gdzie stwierdzono 18 warstw cywilizacyjnych.

## W historii
Usytuowane przy zbiegu małoazjatyckich rzek Sangarios i Tembris i położone na naturalnym szlaku komunikacyjnym prowadzącym od morskiego wybrzeża na płaskowyż anatolijski, miejsce to zasiedlone już było we wczesnej epoce brązu. W państwie Hetytów uważane za ważne miasto prowincjonalne; po jego upadku osiągnęło największy rozkwit. Zamieszkane w IX w. p.n.e. przez Frygijczyków, jako Gordum wkrótce stało się stolicą ich królestwa. Po zniszczeniu najazdem Kimerów (ok. 690 p.n.e.), zostało opanowane przez Lidyjczyków i odbudowane przez ich króla Alyattesa jako twierdza i miasto handlowe; w późniejszym zaś czasie włączone do państwa Persów. Przebiegała tędy ich strategiczna Droga Królewska, na której ślady natrafili archeolodzy. W trakcie podboju imperium perskiego Gordion zostało zajęte (333 p.n.e.) przez wojska Aleksandra Wielkiego. Później uległo zagładzie wskutek przemarszu Galatów (278 p.n.e.) i podczas wojny z nimi wódz rzymski Manliusz Wulson zastał w 189 p.n.e. miasto całkowicie spustoszone. Nigdy już nie odzyskało poprzedniego znaczenia i w czasach Strabona dawna stolica Frygii była jedynie wioską. Należało już wtedy do rzymskiej prowincji Galacja i należy je odróżniać od bityńskiego Gordiucome, zwanego też Iuliopolis.   

## W mitologii

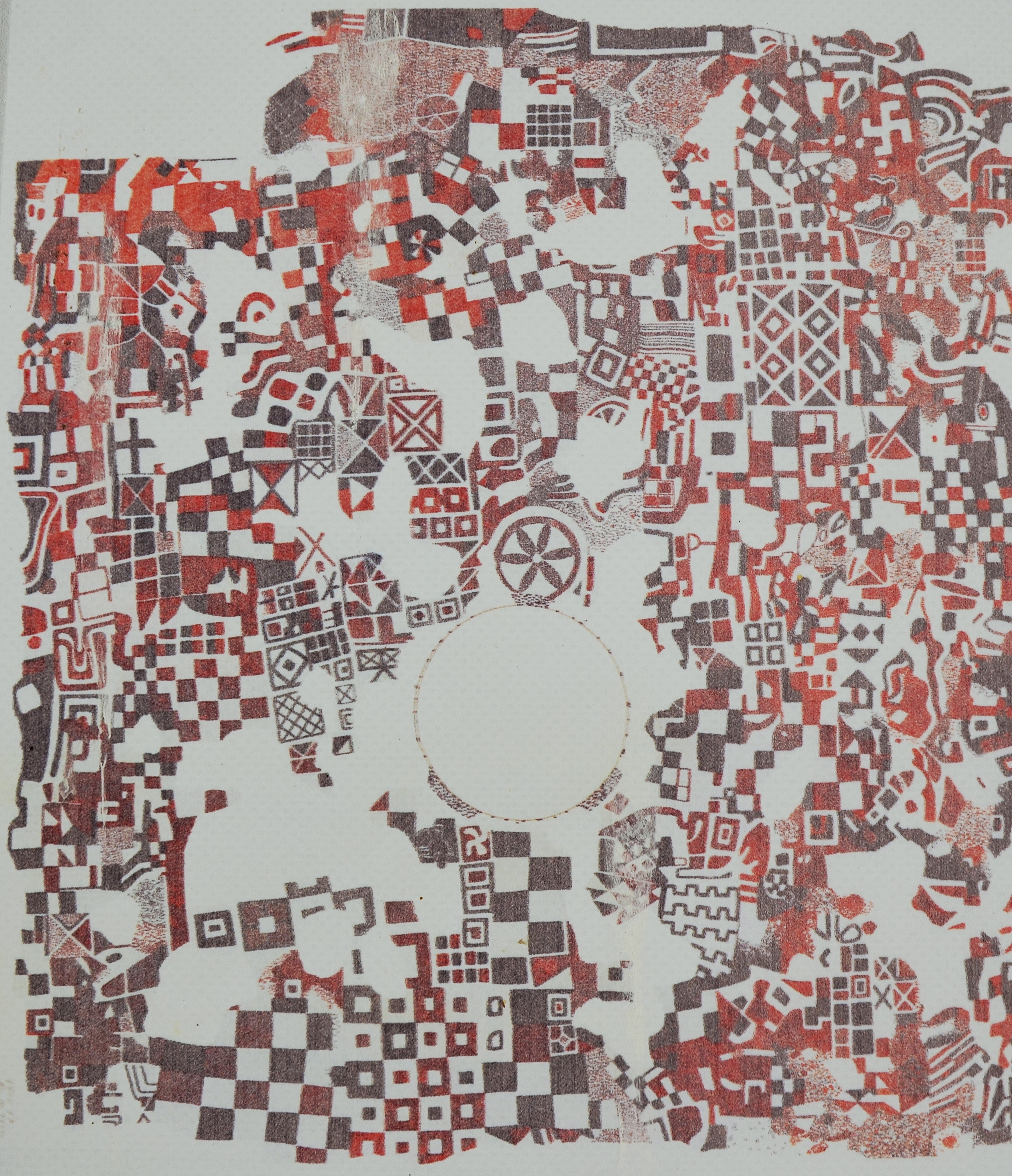
Najstarsza mozaika świata z IX wieku p.n.e. (barwny przerys)

Według mitologii greckiej mieszkańcy Frygii nękani brakiem władcy i walkami wewnętrznymi zwrócili się o radę do wyroczni, która poradziła im, by ogłosili królem tego, kto pojawi się u nich na rydwanie zaprzężonym w woły. W ten sposób oczekiwanym władcą został wieśniak Gordios przybyły na podobnym wozie-„rydwanie”. Na dowód wdzięczności założył miasto Gordion, a Zeusowi złożył w ofierze swój pojazd, na którego dyszlu wykonał niezwykle skomplikowany węzeł. Przepowiednia głosiła, że kto go rozwiąże, będzie rządził krainami Azji Mniejszej. Miał tego dokonać podczas najazdu na perskie krainy Azji Mniejszej dopiero Aleksander Wielki, rozcinając węzeł jednym uderzeniem miecza.
Synem Gordiosa miał być Midas, który hojnie ugościwszy przybłąkanego sylena, w podzięce od Dionizosa otrzymał dar przemieniania w złoto wszystkiego, czego dotknie. Choć w ten sposób szybko pozyskał niesłychane bogactwo, groziła mu śmierć głodowa, gdyż i dotknięte pożywienie zamieniało się w złoto. Kiedy uprosił boga o cofnięcie daru, ten wysłał go do Lidii, ażeby obmył się z winy w wodach rzeki Paktol, która odtąd niosła ziarenka złotego piasku.

## Stanowisko archeologiczne

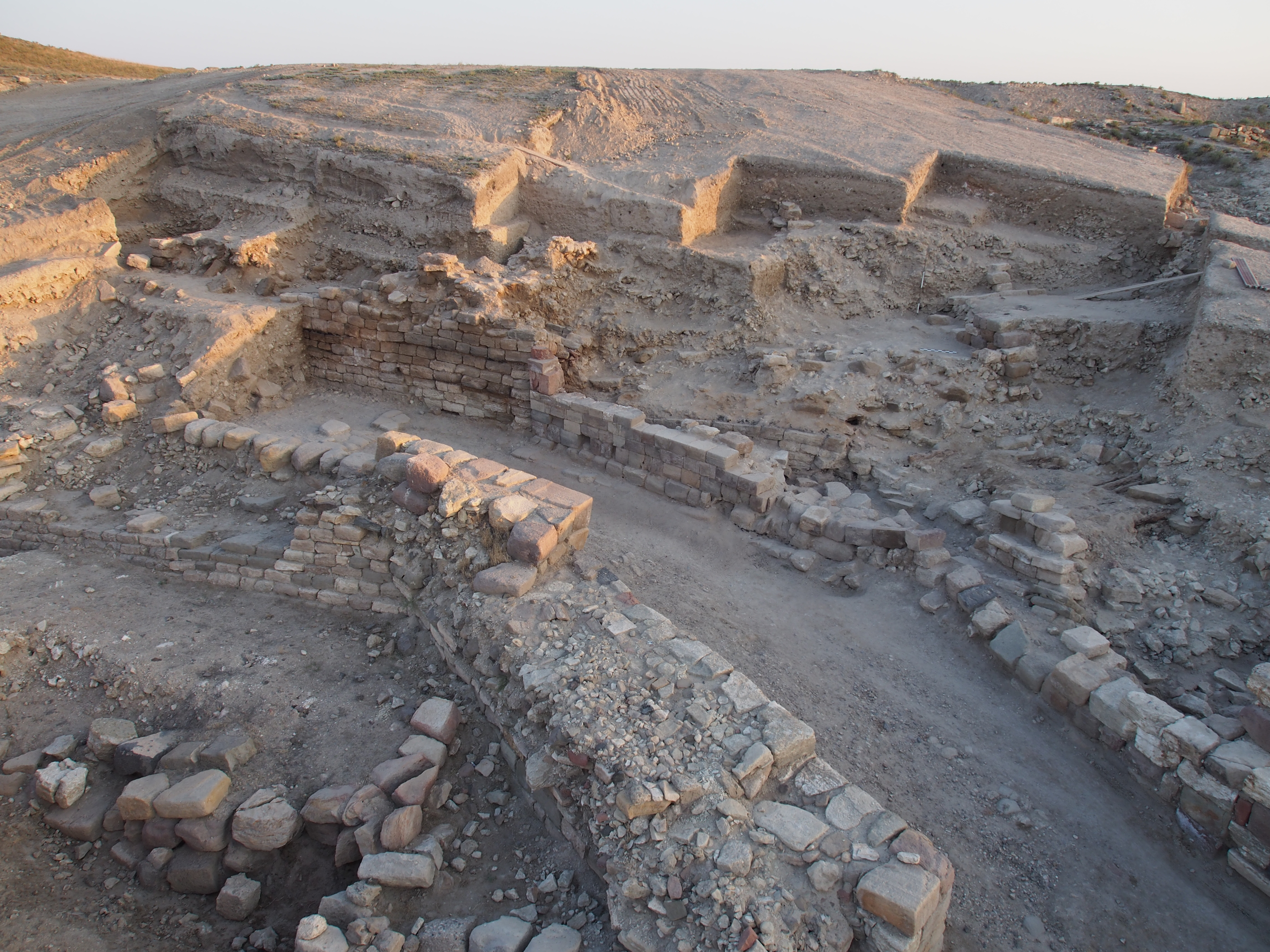
Fragment wykopalisk: odsłonięte podejście do południowej bramy miasta

W wyniku dokonanych wykopalisk (najważniejsze przeprowadzone przez archeologów amerykańskich od 1949 r.) stwierdzono tam ciągłość osadnictwa od III tysiąclecia p.n.e. do epoki grecko-rzymskiej. Z okresu VIII-VII wieku p.n.e., gdy Gordion było stolicą Frygii, zachowały się masywne mury miejskie z bramą chronioną korytarzowym podejściem, a obrębie cytadeli (akropolu) – także pozostałości (fundamenty) rezydencji królewskiej z architektoniczną konstrukcją w postaci budowanych szeregowo megaronów. Domy mieszkalne typu megaronu, wznoszone z kamienia lub budulca podobnego do muru pruskiego, miały dwuspadowe zadaszenie. Bogatsze zdobione były geometrycznymi mozaikami z krzemienia. Do turystycznych atrakcji zaliczana jest czarno-biała mozaika, uznawana za najstarszą w świecie.
Nekropolie wokół miasta położone są na wzniesieniu ponad doliną rzeczną, gdzie pochówki notabli i osób zamożnych znaczą kurhany usypywane nad ich grobowcami. Największy z nich, uważany za królewski, osiąga do 53 m wysokości i przypisywany jest jednemu z poprzedników Midasa. 

### Tumulusy

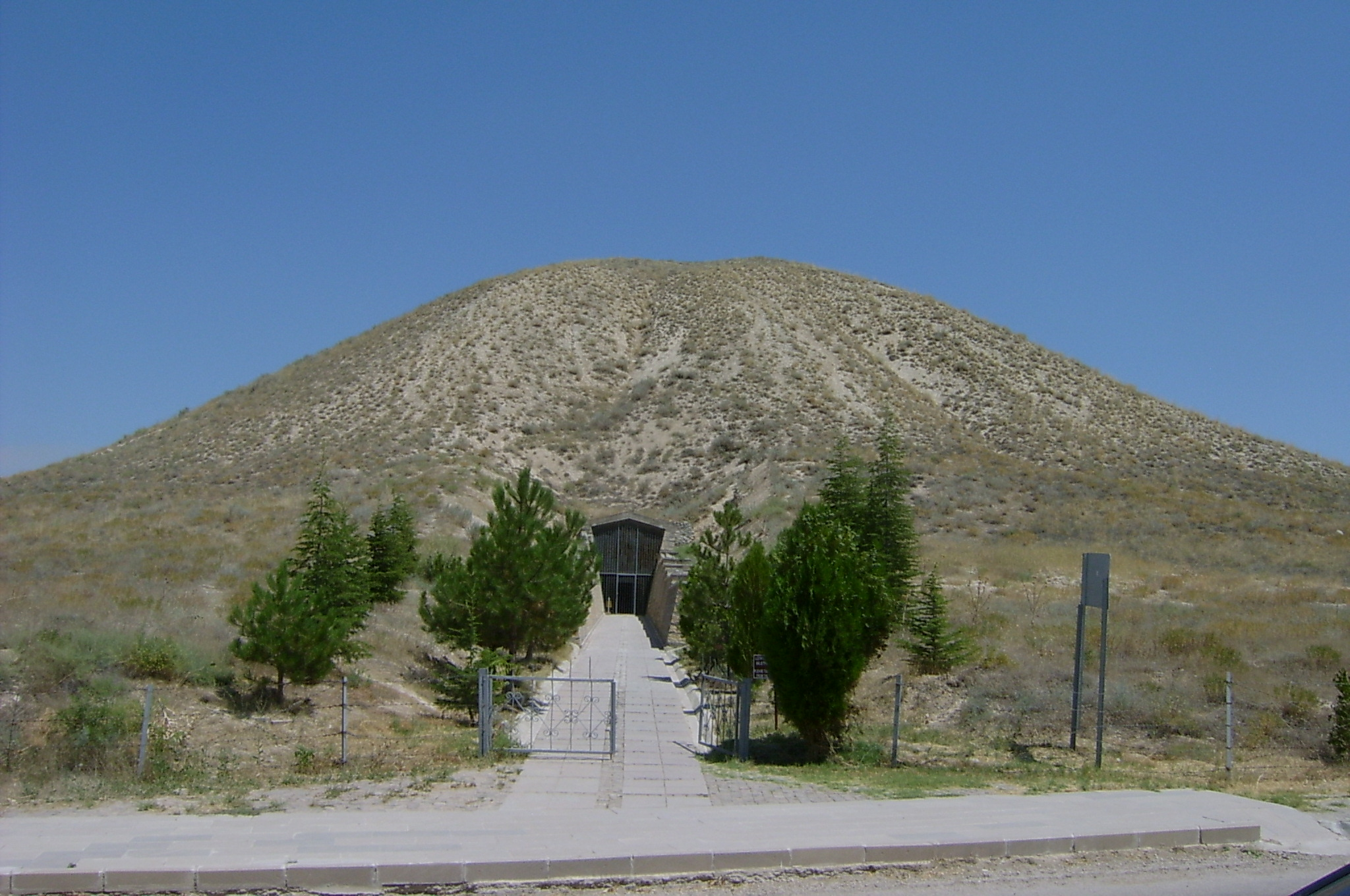
Tzw. tumulus króla Midasa

W pobliżu miasta znajdują się liczne kurhany z wewnętrznymi drewnianymi komorami grobowymi, datowane na IX-VI w. p.n.e. W jednym z nich, zwanym grobowcem lub tumulusem Midasa, odnaleziono cenne wyroby z brązu, m.in. zdobione reliefem, w innych zaś – resztki sprzętów drewnianych. Kurhan utożsamiany z miejscem pochówku mitycznego Gordiosa, ma ok. 50 m wysokości i 300 m średnicy. Nienaruszony wcześniej grobowiec identyfikowany z grobem samego Midasa (stąd nazywany umownie Midas Tümülüs) odkryto w 1957 r. jako miejsce pochówku frygijskiego władcy pogrzebanego przypuszczalnie w latach 740-714 p.n.e. Drewniana komora grobowa wykonana z odpornego cedru i oszalowana ogrodzeniem z wytrzymałych desek jałowca, została w całości pokryta ziemnym nasypem, tworząc kurhan 60-metrowej wysokości i średnicy ok. 300 metrów. Uważana jest za najstarszą drewnianą konstrukcję w Anatolii (tunel wejściowy i samo wejście zostały współcześnie wykonane dla ułatwienia dostępu turystom). Odkryte wewnątrz szczątki mężczyzny w wieku 60-65 lat (o wzroście 1,59 cm) otoczone były darami pogrzebowymi, m.in. inkrustowanymi tabliczkami drewnianymi i naczyniami (pucharami) z brązu. Choć imię jego pozostaje nieznane, przyjmuje się, że (podobnie jak większość władców frygijskich) nosił imię Gordiosa lub Midasa. Odnalezione szczątki ludzkie i odkryte dary grobowe zostały przekazane do zbiorów Muzeum Cywilizacji Anatolijskich w Ankarze. 